# 蟾蜍蛙螺
蟾蜍蛙螺（学名：Bursa bufonia），是异足目蛙螺科蛙螺属的一种。主要分布于印度尼西亚、中国大陆、台湾，常栖息在浅海珊瑚礁、岩石底、潮下带。